# Klejchův buk
Klejchův buk je památný strom v Lažanech, části Morašic, ležících jihozápadně od Litomyšle v Pardubickém kraji České republiky. Chráněný buk lesní (Fagus sylvatica) roste u lažanského statku číslo popisné 4 při silnici z Lažan do Říkovic. Strom má výšku 28 metrů a obvod jeho kmene dosahuje 454 centimetrů.
Chráněn je na základě rozhodnutí městského úřadu v Litomyšli ze dne 16. června 2004, které nabylo právní účinnosti 8. července 2004. Dle údajů z lažanské kroniky zpracované roku 1924 Bernardem Bernišem strom vysadil roku 1799 majitel blízkého statku J. Klejch na památku zdejšího tažení ruské armády proti francouzské.